# Triglav

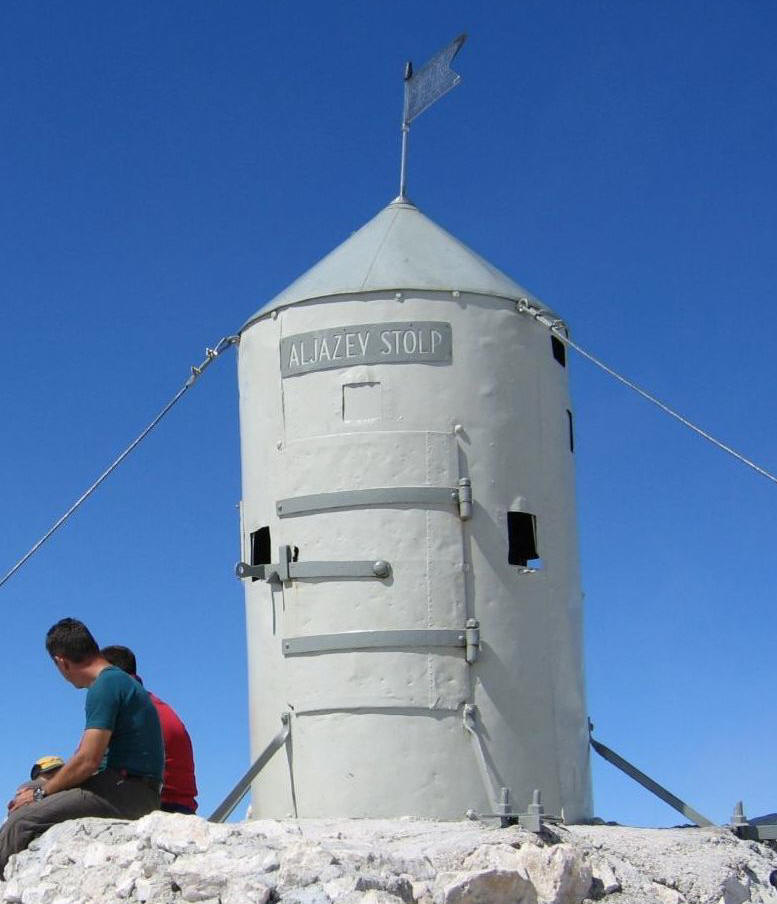
Het door blikseminslagen geteisterde Aljaž-torentje op de Triglav, vernoemd naar Jakob Aljaž.

De Triglav (uitspr. "trieglau" (g van goal) [ˈtɾiːɡlau̯]) is met 2864 m de hoogste berg van zowel de Julische Alpen als Slovenië. De berg ligt aan de grens tussen de regio's Gorenjska en Primorska (cq Goriška) tussen de gemeenten Mojstrana, Bohinj en Trenta. Triglav betekent de driekoppige, een verwijzing naar de vorm van de berg. De drie toppen staan voor het verleden, het heden en de toekomst; de berg geldt als nationaal symbool van de Slovenen. De Triglav ligt in het noordwesten van Slovenië, nagenoeg in het hart van het 838 km² grote Nationaal park Triglav

## Traditie en beklimmingen
De eerste maal werd de berg bedwongen door vier Slovenen uit Bohinj op 26 augustus 1778: Luka Korošec, Matevž Kos, Štefan Rožič en Lovrenc Willomitzer. Terwijl tegenwoordig ervaren bergwandelaars bij duizenden de top vrij makkelijk bereiken, was dat in het onbekende en vrijwel onbewoonde gebied zonder paden een riskante tocht. Tegenwoordig schuilt er, zoals op veel plaatsen in de Julische Alpen, venijn in de soms abrupte afwisseling tussen lieflijk landschap en lastige passages.
Aan het eind van de 19e eeuw kocht de fervente bergbeklimmer, priester en dichter Jakob Aljaž de top van de Triglav van de gemeente Dovje, en plaatste er in 1895 het naar hem genoemde metalen, 1,90 m hoge torentje dat hij later aan de Sloveense alpinistenvereniging schonk. Het stoorde Aljaž dat de Triglav geëxploiteerd werd door de Duits en Oostenrijkse verenigingen, en dat de berghutten en wandelwegen uitsluitend Duitse namen droegen. Hij liet paden aanleggen en berghutten bouwen en hij zorgde ervoor dat de berg als Sloveens erfgoed werd beschouwd.
Toen tijdens de Tweede Wereldoorlog de Duitsers en Italianen delen van Slovenië annexeerden en hier de grens van Duitsland en Italië trokken, werd de op de top geplaatste grenspaal door partizanen van het Sloveense Bevrijdingsfront als protest opgeblazen.
In de loop der jaren is een traditie ontstaan die zegt dat elke Sloveen de nationale berg ten minste eenmaal moet beklimmen. Op feestdagen kan men symbolisch een brief sturen vanaf de Triglav. Er is dan op de top een postbeambte die stempels zet op de door wandelaars meegebrachte brieven en ansichtkaarten.

### Noordzijde
Nog steeds gevaarlijk is de drie kilometer brede, steile noordwand van 1.200 m hoog. Onderaan staat een natuurstenen sokkel met een manshoge karabijnhaak, als gedenkteken voor alpinisten die in de loop der jaren, behalve tijdens de beide wereldoorlogen, op de Triglav om het leven kwamen. In het nabije dorp Mojstrana zijn veel slachtoffers van de berg begraven, evenals Triglav-adepten zoals Aljaž en de Engelse Fanny Copeland, die zestig jaar van haar leven in Slovenië woonde. Vanuit Oostenrijk is de berg Triglav via de Karawankentunnel of de oude Wurzenpass, Korensko sedlo, te bereiken. Men komt dan bij Radovna, wat de naam is voor een dorp en een rivier, en voor de twintig kilometer lange vallei waarin de rivier weer boven de grond komt.
In dit dal ligt, op de rand van het Nationaal park, het toeristische dorp Mojstrana in de gemeente Kranjska Gora, van waaruit klimmers en wandelaars kunnen kiezen uit drie valleien om de berg te benaderen. De Vratavallei, met de schitterende waterval Peričnik in trappen van 16 en 52 meter, eindigt onderaan de noordwand met zijn gelaagde pilaren. Heel anders is de stille en rustige Kot-vallei die onder langs de noordwand loopt. Deze biedt de kortste weg naar de top, maar de gemakkelijkste is het Krma-dal. Die vormt de oostelijke voortzetting van de Radovna-vallei, en is met de auto berijdbaar tot aan het dorp Zgornja Radovna. De acht kilometer tot aan de berghut Kovinarska koča op de berg Zasipska planina zijn in twee uur te lopen, en van daaruit is de top van de Triglav in zes à zeven uur te bereiken.

## Culturele betekenis
Met de Triglav is de sage van de Zlatorog, letterlijk: Goudhoorn, verbonden, een witte steenbok met gouden horens, die hoog aan de Triglav in een sprookjesachtige tuin leefde en er een schat bewaakte. Het verhaal werd voor het eerst in het Duits uitgegeven door Karel Dežman in 1868. Een versie uit 1877 van de dichter Rudolf Baumbach werd erg populair en in 1904 hernieuwde Anton Aškerc de sage in zijn bekende epische gedicht Zlatorog dat deel ging uitmaken van het nationale Sloveense epos.
In de vlag en het wapen van Slovenië, en in een van de euromunten, is de Triglav prominent verwerkt. De tekst Oj Triglav, moj dom! Oh, Triglav, mijn thuis, die op de Sloveense munt van 50 eurocent als opschrift is opgenomen, is de titel en beginregel van een lied van Jakob Aljaž. In Mojstrana, enkele kilometers van de berg, bevindt zich sinds 1984 het Triglavmuseum, met informatie over het Nationaal park en memorabilia rond het Sloveense alpinisme en Jacob Aljaž.
De grootste verzekeringsmaatschappij van Slovenië en de gehele Adriaregio, de in 1900 gestichte Zavarovalnica Triglav, is naar de berg genoemd.
| 1943-1991 | sinds 1991 |
|           |            |

## Verwijzingen en voetnoten
- (en) (hr) (sl)  Hribi.net. Triglav
- (en) (sl) Triglavski narodni park, Nationaal park Triglav